# محمد البدير
محمد سليمان البدير لاعب كرة قدم سعودي ، يلعب كلاعب وسط.

## مسيرة اللاعب
لعب في الفئات السنية في نادي أحد و أولمبي نادي الشعلة و لعب بعدها مع نادي الأنصار ونادي جبة ونادي الحائط ونادي وج ونادي العروبة ونادي العلا ونادي الذهب.